# 아르툠 노비코프

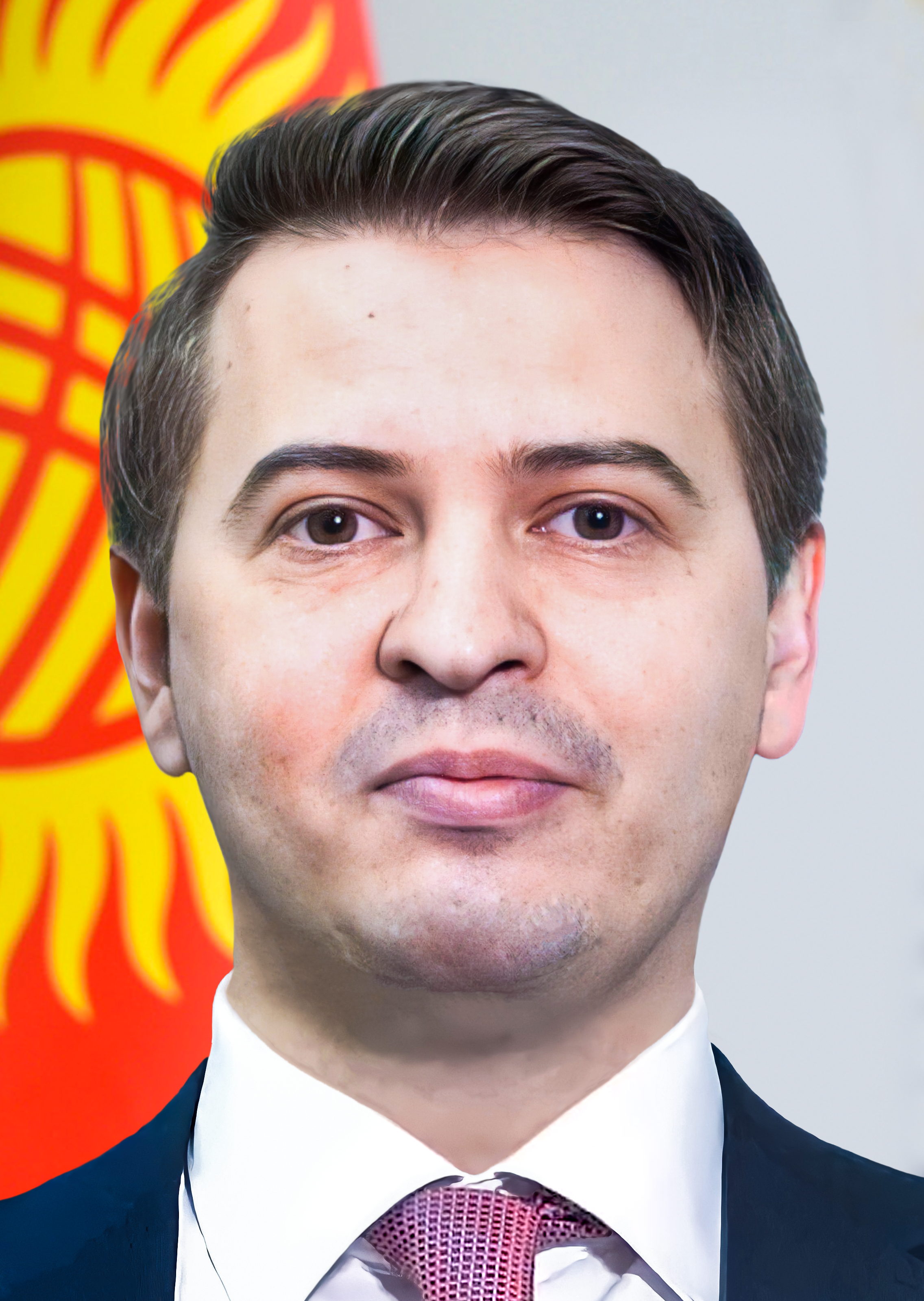

아르툠 예두아르도비치 노비코프(키르기스어: Артём Эдуардович Новиков, 러시아어: Артём Эдуардович Новиков, 1987년 1월 13일 ~ )는 키르기스스탄의 정치인이다. 당시 사디르 자파로프 키르기스스탄 총리의 사직으로 2020년 11월 14일부터 2021년 2월 3일까지 키르기스스탄 총리 권한대행직을 수행하였다. 2021년 5월 5일부터 2021년 5월 20일까지 키르기스스탄 내각 제1부의장을 역임했다.
| 전임 사디르 자파로프 | 키르기스스탄의 내각의장 권한대행 2020년-2021년 | 후임 울루크베크 마리포프 |

## 같이 보기
- 키르기스스탄의 대통령